# Alfred Halasa
Alfred Halasa est un designer, affichiste, scénographe et professeur né le 6 février 1942 à Zawada en Pologne.

## Biographie
Alfred Halasa étudie, de 1962 à 1968, à l’Académie des beaux-arts de Cracovie, où il obtient une maîtrise en architecture, puis une autre en design industriel en 1971.
Il s’installe à Paris en 1973 et travaille pour l’Agence parisienne d’esthétique industrielle (APES), puis pour la Société d’études coordonnées (SEC).
Il émigre au Canada en 1976 et devient professeur à l’École de design de l’Université du Québec à Montréal (UQAM) l’année suivante. Depuis 1981, il est membre-fondateur du Centre de design de l’UQAM et de Bretelle, Laboratoire de recherche en communications visuelles. Il a également signé des scénographies de théâtre.
En novembre 2014, le Conseil de l'Académie des beaux-arts Jan Matejko de Cracovie lui décerne le titre de Docteur honoris causa.
En mai 2018, il reçoit la médaille d'or du mérite de la culture Gloria Artis pour souligner son enseignement et sa contribution au développement du langage visuel.
Il poursuit aujourd’hui ses recherches autour de la conceptualisation du langage visuel en communication et ses expérimentations en design.

## Expositions et œuvres dans des collections permanentes
Alfred Halasa a participé à plusieurs manifestations internationales (ICSID, ICOGRADA, IGI), à l’Atelier expérimental et pluridisciplinaire de l’UNESCO à Evora, à l’Université d’été de Rome et à de nombreuses expositions internationales (biennales et triennales) : plusieurs participations à l'International Poster Biennale de Varsovie, de l'International Print Biennale de Cracovie, de la Quebec Graphics Exhibition de Montréal, de la Lahti Poster Biennale, de l'International Triennial of Poster de Toyama, mais également à Brno, Chaumont, Zagreb, Moscou, Colorado. Pour la seule année 2000, il a été présent à la Bienal Internacional del Cartel de Mexico, à l'International Poster Triennal de Trnava, à la Hong Kong International Poster Triennial, à l'International Triennal of Stage Poster de Sofia, au Taipei International Poster Festival.
En juin et juillet 2014, le Centre de design de l'UQàM lui consacre une rétrospective, Alfred en Liberté, regroupant 90 de ses affiches. Une première exposition, Le Monde d'Alfred, lui avait déjà été consacrée dans ce même lieu, en décembre 2005, avant d'être présentée à Paris, au Centre culturel canadien, en septembre, octobre et novembre 2006.
Ses œuvres se trouvent dans plusieurs musées, bibliothèques et collections privées d’Amérique, d’Europe et d’Asie. On en trouve ainsi 7 dans la collection du Centre de la gravure et de l'image imprimée de La Louvière (Belgique). Le Musée national des beaux-arts du Québec possède plus de 240 affiches dans ses collections.

## Récompenses et honneurs
Boursier de la Japan Foundation, Alfred Halasa a été récompensé par plusieurs prix, au Canada, aux États-Unis, en Europe et au Japon, et, notamment, à l'International Poster Biennale de Varsovie en 1976, et, à plusieurs reprises, à l'occasion de la Quebec Graphics Exhibition.
- Le 27 décembre 2018, il est nommé Membre de l'Ordre du Canada[10].